# Gnophos notata
Gnophos notata är en fjärilsart som beskrevs av Walker 1862. Gnophos notata ingår i släktet Gnophos och familjen mätare. Inga underarter finns listade i Catalogue of Life.